# St. Katharina (Alt-Hürth)

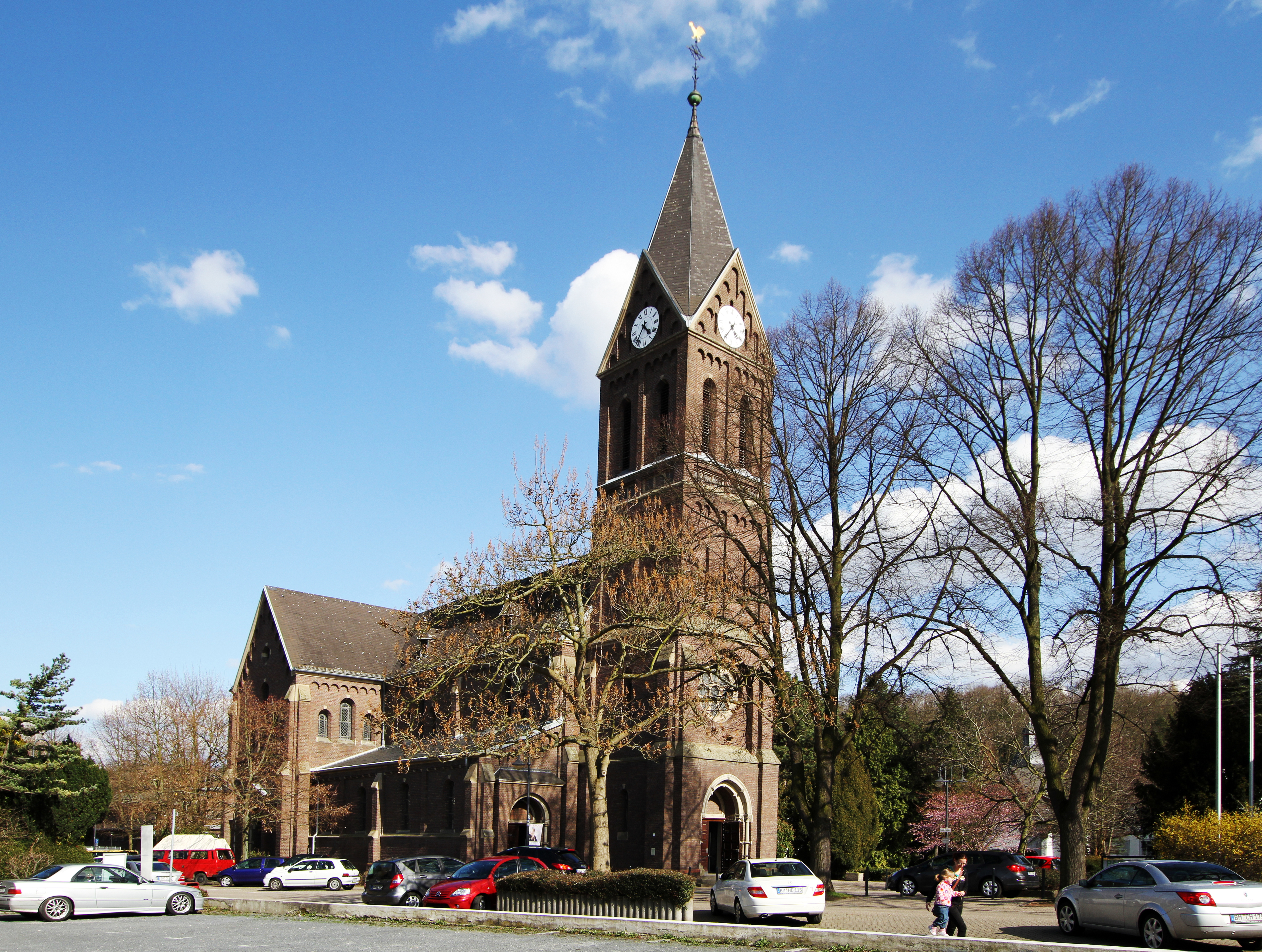
Nordwestansicht, rechts im Hintergrund Alt St. Katharina

St. Katharina ist die katholische Pfarrkirche in Alt-Hürth, sie steht unter Denkmalschutz. Sie gehört zum Katholischen Kirchengemeindeverband Hürth im Pastoralbezirk Mitte der Erzdiözese Köln.

## Geschichte
Für Hürth, heute Alt-Hürth, den größten Ort der damaligen Bürgermeisterei Hürth war die Kirche von 1695, die bereits im 13. Jahrhundert erwähnt wurde und zuletzt in den 1780er Jahren erweitert worden war, gegen Ende des 19. Jahrhunderts zu klein geworden. Zur Pfarrgemeinde gehörten mit den Ortschaften Knapsack und Alstädten damals etwa 2000 „Seelen“. Die Kirche umfasste nur 119 m² Bodenfläche und war zudem stark renovierungsbedürftig. So hatte sich bereits 1887 ein Bauverein gegründet, der für eine neuerliche Renovierung und eventuelle Erweiterung der Kirche Geld sammelte (Beitrag 5 Pfg. pro Woche) und auch in den Gastwirtschaften Kirchenmodelle als Spardosen aufstellte. So kamen in drei Jahren beachtliche 6.500 Mark zusammen. Nicht zuletzt, weil in den Nachbarorten Fischenich, Berrenrath und Gleuel neue Kirchen errichtet worden oder gerade im Bau waren, beschloss der Bauverein 1890 in einer Generalversammlung einen Neubau auf einem Schulgarten-Grundstück der Kommunalgemeinde in unmittelbarer Nachbarschaft zur alten Kirche und dem Pfarrhaus längs der nachmaligen Lindenstraße, das im Tausch erworben wurde. Als Architekt gewann man den Kölner Baumeister Theodor Roß, der gerade die Kirche in Berrenrath baute. Als Baukosten waren 67.000 Mark kalkuliert, die dann um 10.000 Mark überzogen wurden. Zur Finanzierung wurde eine Diözesankollekte genehmigt, die 7.781 Mark einbrachte und eine weltliche Sammlung in den Regierungsbezirken Köln, Aachen und Düsseldorf, die von Hürther Bürgern besorgt wurde und noch einmal 16.120 Mark einbrachte. Der Restbetrag wurde durch ein Darlehen der Kreissparkasse Köln abgedeckt, das mit weiteren monatlichen Sonder-Kollekten getilgt wurde. Die Baugenehmigung wurde am 4. April 1894 erteilt, am 9. April erfolgte der erste Spatenstich und am 20. Juni wurde durch den Dechant Titz aus Lindenthal der Grundstein gelegt. Trotz widrigen strengen Winterwetters wurde die Kirche dank Arbeitszeiten von 6 bis 20 Uhr bereits nach einem Jahr fertig. Am 25. August 1895 wurde die Kirche von Weihbischof Hermann Joseph Schmitz konsekriert. Die Kirche wurde im Zweiten Weltkrieg nur unwesentlich beschädigt. Sie wurde zuletzt 2012 renoviert.

## Baubeschreibung
Die Kirche ist eine dreischiffige neuromanische Ziegelstein-Basilika mit Querschiff und vorgesetztem Westturm. Die Seitenschiffe werden durch abwechselnd Stuckmarmor-Säulen und Pfeiler vom Hauptschiff getrennt. Die verbindenden Bögen sind spitzbogig, typisch für den Eklektizismus. Die Kirche hat außer dem Haupttor im Turm noch zwei Türen neben dem Turm zu den kleineren Seitenschiffen sowie eine Tür zur Lindenstraße aus dem Querschiff. Im Westen hat sie eine Orgelempore. An der Südwestseite des Turms ist ein Treppenturm angebaut, an der Nordwestecke des Chores eine zweistöckige Sakristei. Den Turm ziert eine Rosette, der sechseckige spitze Turmhelm ist mit Turmkugel, Kreuz und Wetterhahn gekrönt. In den vier Giebeln ist je ein Zifferblatt der Turmuhr zu sehen.

## Ausstattung

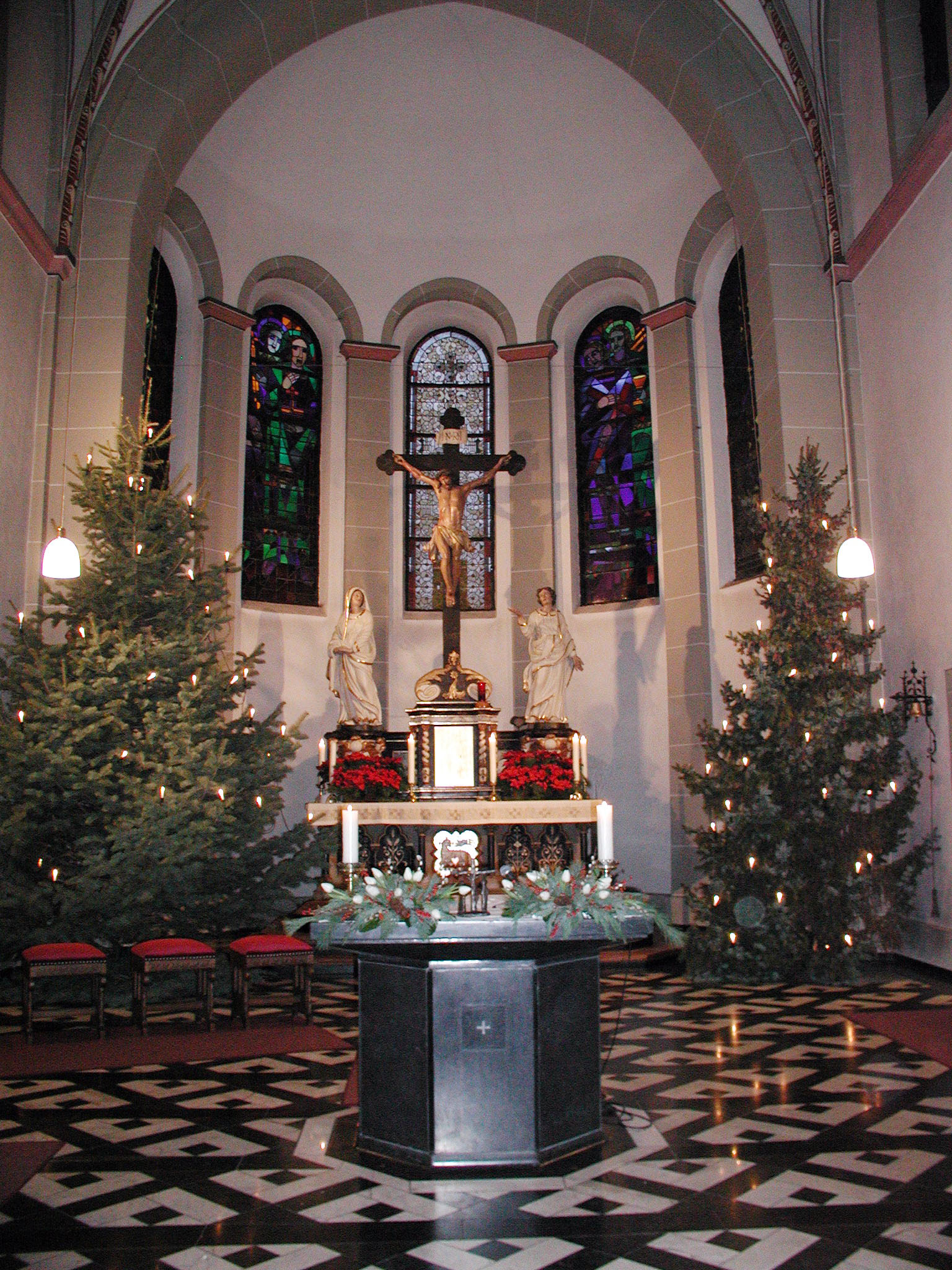
St. Katharina, Altar mit barocker Kreuzgruppe

Die Ausstattung konnte zu einem großen Teil aus der Kirche Alt St. Katharina übernommen werden, so insbesondere die barocke Kreuzigungsgruppe und die Statuen des Heiligen Michael aus der gleichen Zeit sowie die der heiligen Katharina und des Heiligen Matthias, des zweiten in der Kirche verehrten Heiligen, dem auch eine Wallfahrt nach Trier gewidmet ist. Andere sind aus dem Kunsthandel dazugekauft, wie die des Schmerzensmannes oder des heiligen Josefs mit Kind.

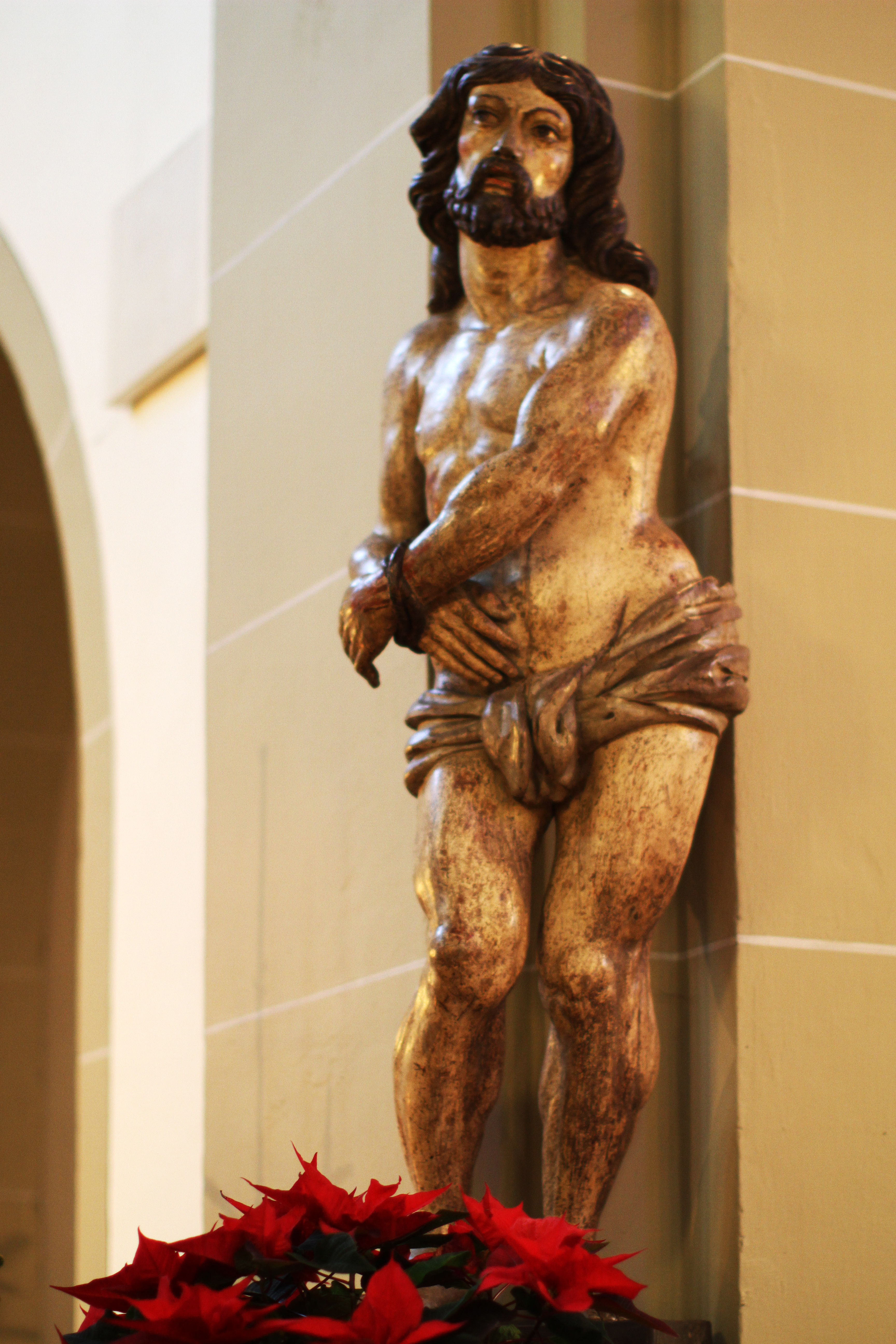
Schmerzensmann (um 1700)

Die Fenster des Querhauses sind noch original von der Linnicher Kunstanstalt Oidtmann aus dem Jahr 1895, die im Chor stammen vom Kölner Kunstmaler Remmel.
Die Rundsäule des Taufsteins (19. Jh.) ist aus Kalksinter der Eifelwasserleitung.
Die Turmuhr wurde auf Betreiben des Pfarrers von Conzen und einer Absprache mit Direktor Constantin Krauß 1916 vom Stickstoffwerk in Knapsack gestiftet.
Zwei Bronzeglocken wurden aus dem Turm der alten Kirche übernommen, die aber im Ersten Weltkrieg im Juni 1917 genau wie die Orgelprospektpfeifen aus Zinn gegen Entschädigung abgeliefert werden mussten. Pfarrer Conzen war dies recht, da beide unrein im Ton sind. Als Ersatz wurde eine Stahlglocke vom Bochumer Verein ausgeliehen.
Am 20. Oktober 1918 konnten dann vier Gussstahl-Glocken von der Glockengießerei des Bochumer Vereins für Gußstahlfabrikation eingeweiht werden. Dazu hatte der Kirchmeister Adam Becker († 29. September 1916) 5000 Mark in seinem Testament gestiftet. Dies wurde auf der Matthias-Glocke, der größten Glocke vermerkt. Die Katharina-Glocke ist außer nach der Namenspatronin auch nach der Stifterin der Vorgängerglocke von 1845, Katharina Clouth, benannt. Sie klingen folgender Maßen: Matthias (in d'), Katharina (in e'), Joseph (in fis') und Maria (in a').

## Orgel
Die Orgel wurde 1903 zu Kosten von 7743 Mark von der Firma Ernst Seifert in Köln eingebaut. 1926 wurden durch die Orgelbaufirma Söhl in Köln sechs weitere Register in den vorhandenen Schallkasten eingebaut. 1989/90 und 2010/11 wurde die Orgel durch den Orgelbauer Weimbs Renovierungsarbeiten durchgeführt.
Disposition
| Manual I        |       |
| Prinzipal       | 8'    |
| Offenflöte      | 8'    |
| Gemshorn        | 8'    |
| Mildgedackt     | 8'    |
| Octave          | 4'    |
| Nachthorn       | 4'    |
| Rohrquinte      | 2 ⁄3' |
| Superoctave     | 2'    |
| Mixtur 2 4 fach |       |
| Trompete        | 8'    |

| Manual II        |    |
| Hornprinzipal    | 8' |
| Rohrflöte        | 8' |
| Quintaton        | 8' |
| Salicional       | 8' |
| Prinzipal        | 4' |
| Querflöte        | 4' |
| Blockflöte       | 2' |
| Stifflöte        | 1' |
| Cymbel 1' 3 fach |    |
| Krummhorn        | 8' |

| Pedal       |     |
| Subbass     | 16' |
| Octavbass   | 8'  |
| Gedacktbass | 8'  |
| Choralbass  | 4'  |
| Octave      | 2'  |
| Posaune     | 16' |

- Manualkoppel  II-I
- Pedal für Manual II
- Tremolo für Manual II

## Glocken
Im Kirchturm von St. Katharina hängt ein vierstimmiges Glockengeläut aus Stahlglocken, 1918 vom Bochumer Verein gegossen. Es ist das tontiefste Geläut in Hürth. Zwei aus der Vorgängerkirche übernommene Bronze-Glocken mussten im Ersten Weltkrieg für Kriegszwecke abgeliefert werden.
| Glocke | Name      | Durchmesser | Gewicht | Schlagton |
| ------ | --------- | ----------- | ------- | --------- |
| 1      | Mathias   | 1485 mm     | 1700 kg | d’+1      |
| 2      | Katharina | 1435 mm     | 1425 kg | e’+2      |
| 3      | Joseph    | 1380 mm     | 1150 kg | fis’+8    |
| 4      | Maria     | 1020 mm     | 0650 kg | a’+16     |